# Acanthermia pantina
Acanthermia pantina là một loài bướm đêm trong họ Noctuidae.